# Progreso M1-7

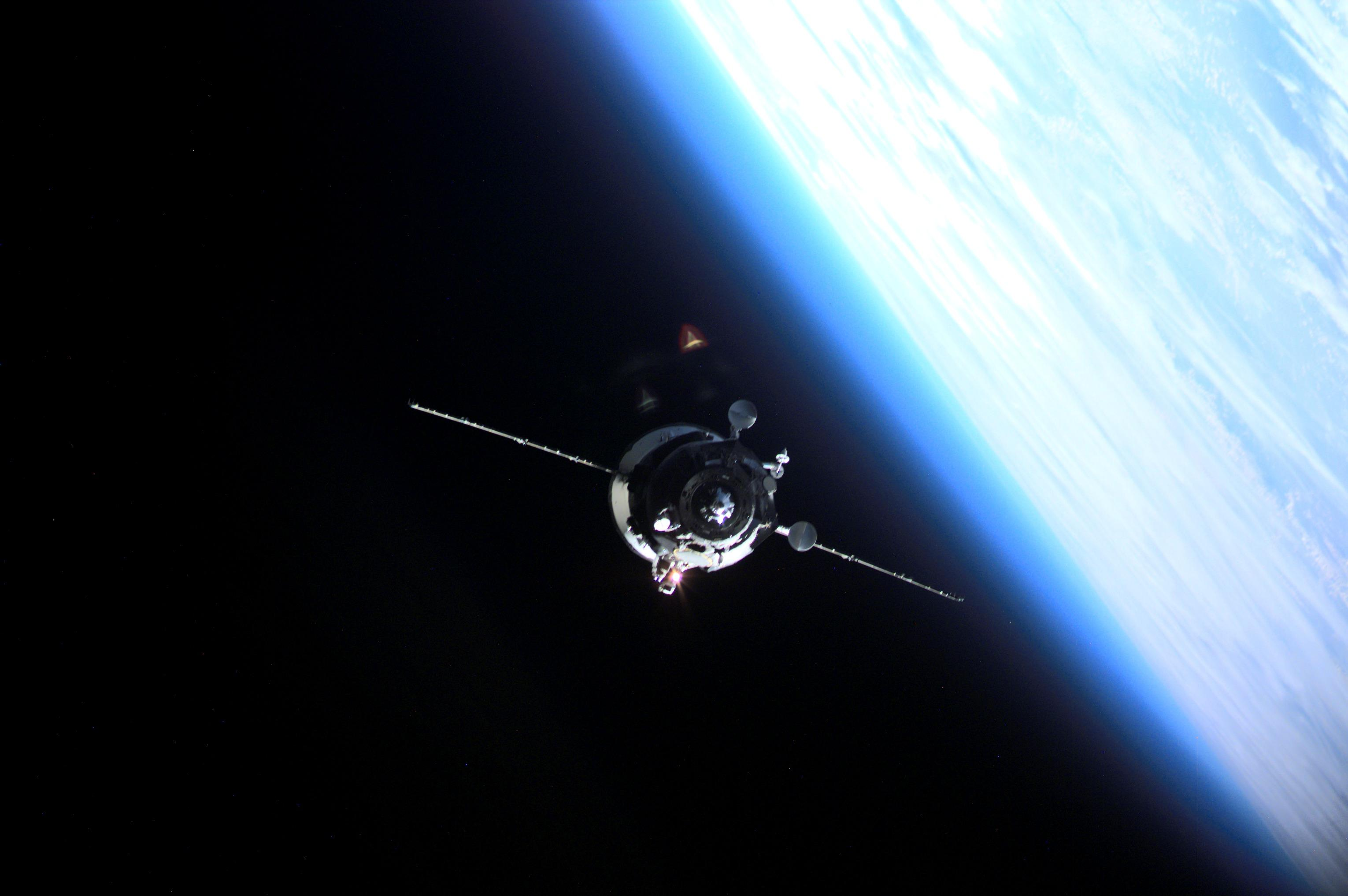
Progress M1-7 vista desde la Estación Espacial Internacional durante la maniobra de atraque

El Progress M1-7, identificado por la NASA como Progress 6P, fue una nave espacial Progress utilizada para reabastecer a la Estación Espacial Internacional. Era una nave espacial Progress-M1 11F615A55, con el número de serie 256.

## Lanzamiento
El Progress M1-7 fue lanzado por un cohete portador Soyuz-FG desde el Sitio 1/5 en el Cosmódromo de Baikonur. El lanzamiento se produjo a las 18:24:12 UTC del 26 de noviembre de 2001. La nave espacial se acopló al puerto de popa del módulo Zvezda a las 19:43:02 UTC del 28 de noviembre. No pudo establecer un dique rígido debido a los escombros del Progress M-45 en el puerto de atraque, que tuvo que ser retirado en una actividad extravehicular no programada el 3 de diciembre de 2001, después de lo cual pudo establecer un dique rígido.
El Progress M1-7 permaneció acoplado a la ISS durante 112 días antes de desacoplarse a las 17:43 UTC del 19 de marzo de 2002 para dar paso al Progress M1-8. Fue desorbitado a las 01:27 UTC del 20 de marzo de 2002. La nave espacial se quemó en la atmósfera sobre el Océano Pacífico, y los escombros restantes aterrizaron en el océano alrededor de las 02:20 UTC.
Progress M1-7 llevó suministros a la Estación Espacial Internacional, incluidos alimentos, agua y oxígeno para la tripulación y equipos para realizar investigaciones científicas. También transportaba el microsatélite Kolibri-2000 (2001-051C), que desplegó a las 22:28 UTC del 19 de marzo de 2002, pocas horas después de partir de la ISS.